# Промыслов, Владимир Фёдорович
Влади́мир Фёдорович Про́мыслов (15 (28) августа 1908, д. Кабужское, Московская губерния, Российская империя — 22 мая 1993, Москва, Россия) — советский государственный деятель, председатель исполнительного комитета Моссовета в 1963—1986 гг.
По продолжительности руководства Москвой уступает только князьям Владимиру Долгорукову и Дмитрию Голицыну.

## Биография
Родился в крестьянской семье. В юности работал в Москве учеником слесаря.
В 1934 г. окончил техникум при Московском инженерно-строительном институте. В 1956 г. окончил заочное отделение Московский инженерно-строительный институт (МИСИ)
В 1934—1938 гг работал прорабом, начальником Отдела Главгидроэнергостроя. В 1938—1939 гг — в аппарате Московского городского комитета ВКП(б), в 1939—1941 — в Народном комиссариате тяжёлого машиностроения СССР, в 1941—1944 — в Наркомате танковой промышленности СССР, в 1944—1945 — в Главвоенпромстрое при СНК СССР.
После войны перешел на партработу. В 1946—1949 гг — в Московском горкоме ВКП(б). В 1949—1951 заместитель председателя Исполнительного комитета Московского городского Совета. В 1951—1953 — заместитель министра высшего образования СССР. В 1953—1954 заместитель председателя Исполнительного комитета Московского городского Совета. В 1954—1955 — секретарь Московского горкома КПСС.
В 1955—1959 гг. — начальник Главмосстроя и первый зампредседателя Исполкома Московского горсовета. В 1959—1963 — председатель Государственного комитета СМ РСФСР по делам строительства. В 1963 г. — зампредседателя Совета Министров РСФСР, министр строительства РСФСР.
В 1963—1986 гг. — председатель Исполнительного комитета Московского городского Совета. В период руководства Промыслова в городе развернулось активное жилищное строительство, расселение коммуналок. При нём были возведены такие сооружения, как Останкинская телебашня, гостиница «Россия», комплекс зданий на проспекте Калинина, десятки новых станций метро. При нём в Москве прошли Летние Олимпийские игры 1980 года, Москве было присвоено звание Города-героя (1965).
Вместе с тем, Виктор Гришин, первый секретарь Московского горкома КПСС, в своих воспоминаниях критиковал Промыслова за излишнюю формальную активность, многочисленные зарубежные поездки и перекладывание более насущных проблем на своих заместителей. «Он в значительной мере был занят выполнением представительских функций. Много времени занимали его многочисленные зарубежные поездки, а для решения вопросов работы горисполкома, городских проблем его не доставало». Деятельность Промыслова чаще носила административный, чем хозяйственный характер. В частности, была проведена реформа самоуправления, в ходе которой вместо 33 мелких районов было введено 20 крупных. Эта реформа была отменена после Перестройки. 
В 1973 г. с женой Эсфирой посетил США.
В 1968 г. Промыслов обвинялся в получении большого гонорара за книгу «Развитие индустриального строительства в Москве», за что Промыслов выдал ордер на 3-комнатную квартиру бывшему директору издательства Тер-Аванесову.
Член ВКП(б) с 1928 г. Член Центральной ревизионной комиссии КПСС (1956—1966). Член ЦК КПСС в 1966—1986 гг. Депутат Совета Союза Верховного Совета 6—11 созывов (1962—1989) от Москвы.
С 1986 года на пенсии. Перенёс два инфаркта миокарда. Скончался 22 мая 1993 года. Похоронен на Троекуровском кладбище.

## Награды
Награждён тремя орденами Ленина, орденом Октябрьской революции, двумя орденами Трудового Красного Знамени, орденом Дружбы народов, двумя орденами «Знак Почёта», медалями.

## Цитаты
«Москва сейчас по праву считается одним из красивейших и благоустроенных городов мира. Каждый, кто побывал в нашем городе, вспоминает о днях, проведённых здесь, с чувством благодарности к гостеприимным и внимательным жителям»

## Библиография

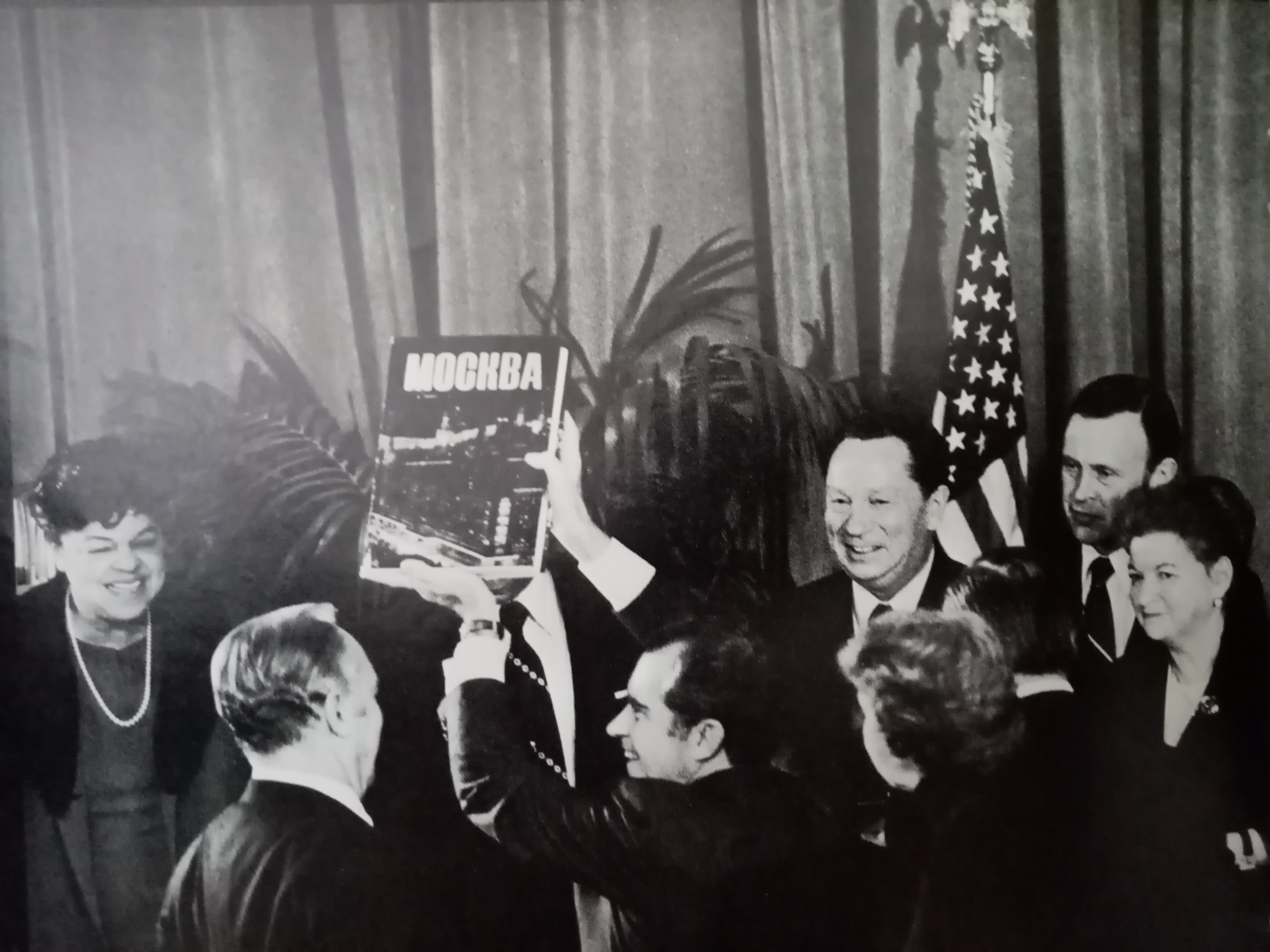
Промыслов с женой Эсфирой в США, 1973 г.

## В массовой культуре
- Владимир Промыслов изображён в телесериале «Гостиница „Россия“» (2016) (его роль исполнил Степан Старчиков).